# Morgan Supersport
Morgan Supersport är en sportbil som den brittiska biltillverkaren Morgan introducerade i mars 2025. 
Den nya Supersport-modellen ersätter den mer traditionella Plus 6 men även den äldre Aero 8. Bilen levereras med sufflett men kan även fås med hardtop för bättre aerodynamik.